# Вебер (единица)
Вижте пояснителната страница за други значения на Вебер.
Единицата за магнитен поток се нарича вебер (weber, съкратено Wb) и e равна на потока, който при намаляването си до нула в течение на една секунда създава в обхващащата го намотка електродвижещо напрежение от 1 V (волт). Носи името на германския физик Вилхелм Вебер (Wilhelm Eduard Weber, 1804–1891).
1 Wb = 1 V.s